# Räntmästarhuset, Djurgårdsstaden

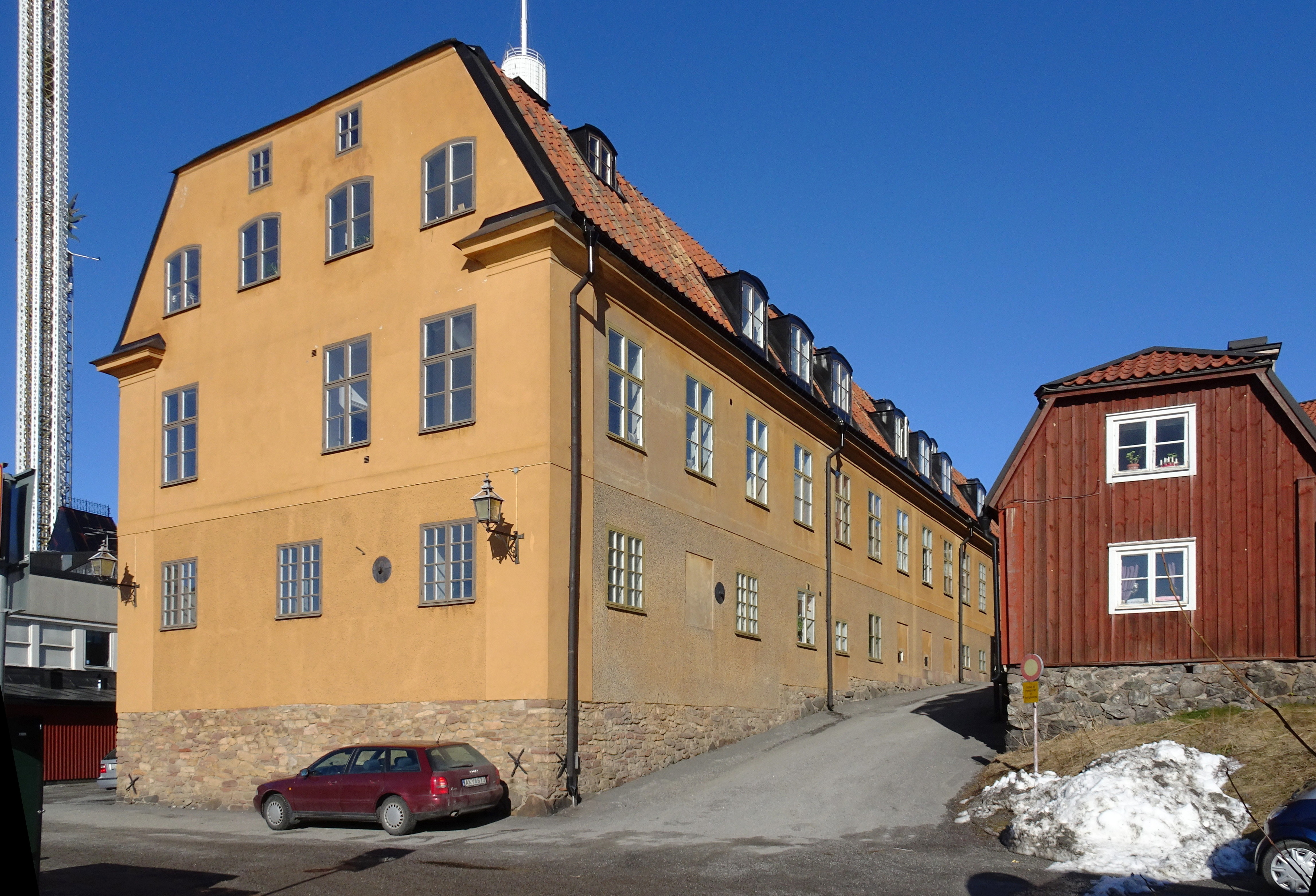
F.d. Räntmästarhuset sett från sydost. Masten till vänster hör till Gröna Lund.

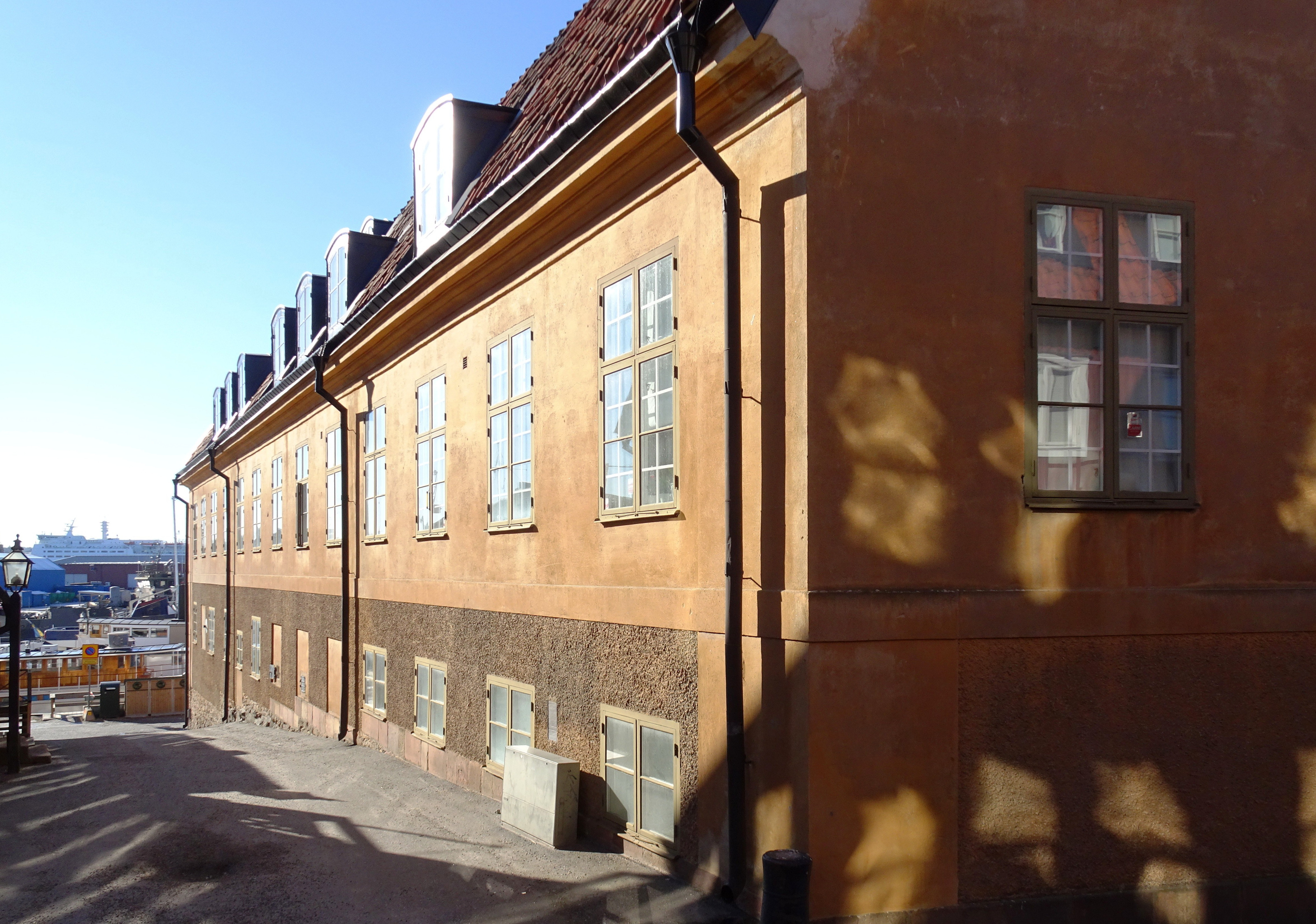
F.d. Räntmästarhuset sett från nordost.

Räntmästarhuset kallades en byggnad i kvarteret Bergsklippan vid Lilla Allmänna gränd 15–17 i Djurgårdsstaden på Södra Djurgården i Stockholm. Huset uppfördes 1769 som varvskontor och är ett lagskyddat byggnadsminne.

## Historik
Byggnaden är ett stort tvåvånings stenhus som innehöll varvskontor och arbetarbostäder för gamla Djurgårdsvarvet och har även kallats Räntmästarhuset. Huset står i en sluttning mellan dagens Lilla Allmänna gränd och Västra vattugränd. Ingångarna är från Lilla Allmänna gränd. Arkitekt var ingen mindre än skeppskonstruktören Fredrik Henrik af Chapman. Han ritade 1760 även inredningen i övervåningen av varvsägarbostaden som 1741 hade uppförts för varvschefen Ephraim Lothsack (se Apotekshuset, Djurgården). 
Sedan gamla Djurgårdsvarvet lades ner 1865 användes huset för stadens järnvåg som flyttats hit från Järngraven på Södermalm och byggnaden kallades därefter Järnvägshuset (med "ä"). Gamla varvskontoret / Räntmästarhuset / Järnvägshuset ägs numera av AB Stadsholmen som är ett dotterbolag till Svenska Bostäder. Huset är ombyggt till konstnärsateljéer och hyreslägenheter. Vid båda hushörn mot norr märks uttjänta kanonrör. Det var förr ett vanligt sätt att skydda hushörnen mot trafikskador.